# Scopula africana
Scopula africana là một loài bướm đêm trong họ Geometridae.